# Alpes apuanes
Les Alpes apuanes (en italien Alpi Apuane) sont un massif montagneux, situé dans le nord-ouest de la Toscane, en Italie, entre les fleuves Magra et Serchio dont le point culminant est le mont Pisanino (1 947 m).

## Situation géographique
Malgré leur nom, les Alpes apuanes appartiennent aux Apennins plutôt qu'aux Alpes. Elles tirent leur nom des Apuani, un ancien peuple de la Ligurie.
Elles font partie des provinces de Massa-et-Carrare et de Lucques, tandis que leur extrémité méridionale appartient à la commune de Vecchiano (province de Pise). Le Serchio marque la frontière entre les Alpes apuanes et le Monte Pisano.

## Géologie

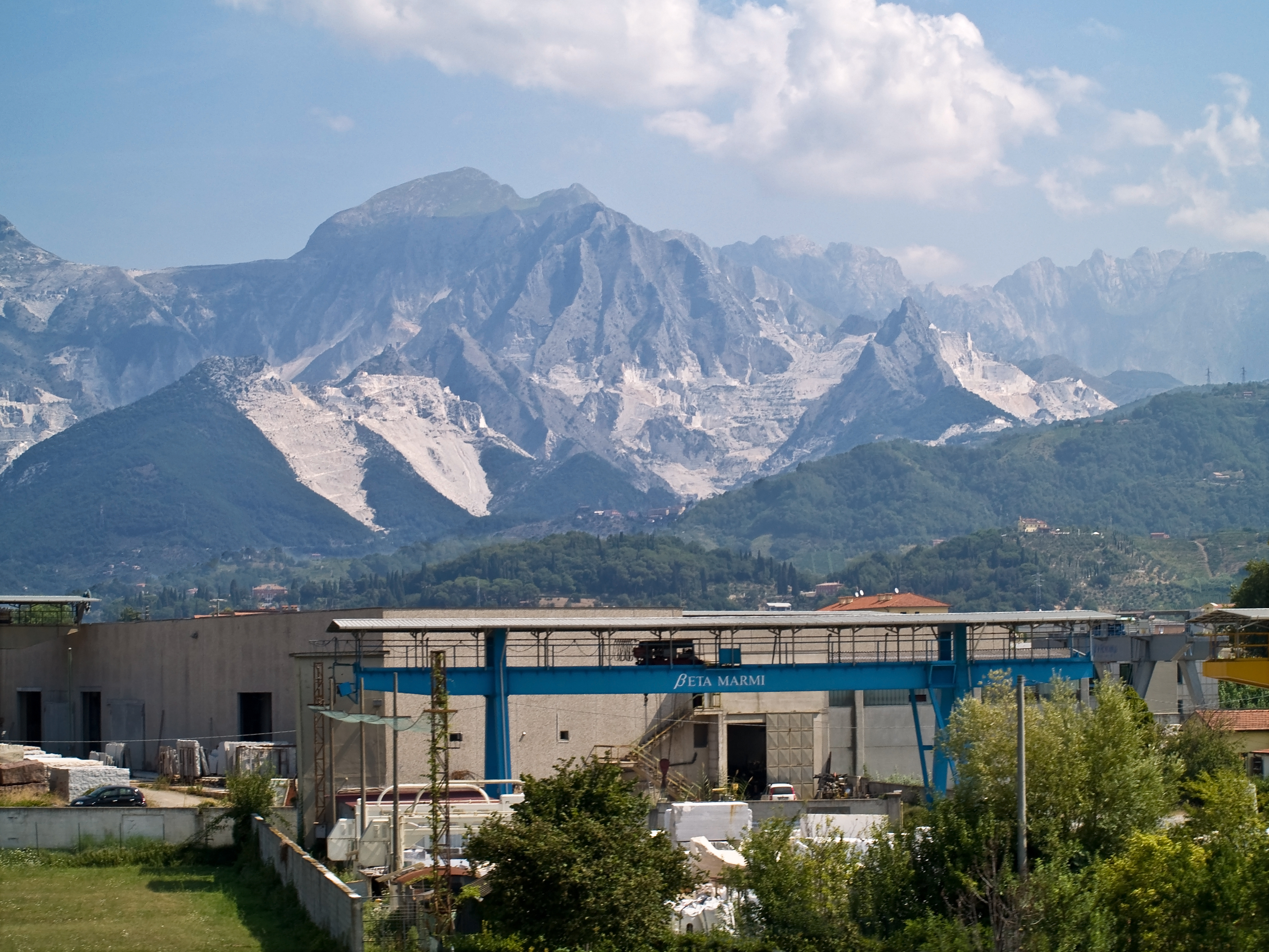
Exploitation du marbre de Carrare dans les Alpes apuanes

Les Alpes apuanes sont célèbres pour leurs carrières de marbre de Carrare, dont l'exploitation a modelé leur silhouette au cours des siècles.
Ces montagnes sont constituées d'une base de schistes relativement faciles à éroder surmontés de couches carbonatées datant de l'ère Secondaire (dolomie, marbre, cipolin ou calcaire). Après la formation de ce massif, l'érosion a décapé les couches plissées. Les anticlinaux ont généralement été érodés en premier, les sommets actuels sont donc des synclinaux perchés formés de marbre dur.
L'érosion hydraulique a créé par endroits des cavités karstiques, comme la Grotta del Vento (« grotte du vent »), près de Fornovolasco ou le Complesso Corchia-Fighiera, dont le développement dépasse les 50 kilomètres.

## Tourisme
Les Alpes apuanes sont visitées chaque année par de nombreux touristes qui peuvent bénéficier d'un réseau de sentiers de randonnée et de refuges éparpillés dans la chaîne, gérés principalement par le Club alpin italien local.
Depuis quelques années des excursions sont aussi ouvertes à la discipline du « cycloalpinisme » qui unit le vélo tout terrain et le trekking.

## Parc naturel
Une partie de ce massif est protégée au sein du parc naturel régional des Alpes apuanes (Parco naturale regionale delle Alpi Apuane).

Panorama sur les Alpes apuanes

## Honneur
L'astéroïde (23608) Alpiapuane est nommé en leur honneur.